# Bisztriczky Tibor
Bisztriczky Tibor (Arad, 1908. július 28. – Budapest, 1983. november 12.) hegedűművész, aranydiplomás tanár, az Európai Liszt Központ tiszteletbeli tagja.

## Életpályája
Hubay Jenőnél végzett a Zeneakadémián; 1931-ben kapott művészi és tanári diplomát. 1926–1932 között jogi tanulmányokat is folytatott a Pázmány Péter Tudományegyetemen, ahol abszolutóriumot szerzett. 1941. április 5. és 1941. szeptember 30. között rendőri felügyelet alatt állt. 1942-ben a Vallás- és Közoktatásügyi Minisztérium gyakornoka volt a Művészeti Osztályon. 1943 őszétől részben a Nemzeti Zenedében, részben a Liszt Ferenc Zeneművészeti Főiskolában tanított. 1946-ban rehabilitálták. 1946–1963 között a győri Zeneművészeti Szakiskola, majd a Tanárképző Főiskola tanára, végül 1969-ig a győri Zeneművészeti Szakközépiskola hegedű tanszakának vezető tanára volt. 1948–1950 között tagja volt a Magyar Állami Operaház zenekarának. 1957-ben Kölnben a His Masters Voice filiáléja, az Electrola Grammophon Gesellschaft készített lemezt játékáról. 1959-ben Hamburgban volt hanglemezfelvétele a Deutsche Grammophon Gesellschaftnál. A Vasas Szakszervezet zenekarral 1959. december 11-én bemutatta Haydn A-dúr, ún. „Melker” hegedűversenyét. 1969–1983 között Gödöllőn, Vácott és Budapesten oktatott.

### Munkássága
Koncertturnéi során Ausztriában, Németországban, Olaszországban, Szerbiában is járt. Hangversenymesterként a Vasas Szakszervezet zenekarában játszott. Berlinben mutatta be a Szabolcsi Bence által közreadott Vivaldi: „Il Ritiro” néven ismert Esz-dúr hegedűversenyét. Az ő nevéhez fűződik Farkas Ferenc, Hajdú Mihály és más XX. századi magyar szerzők hegedűműveinek nyugat-európai és csehszlovákiai bemutatója.
Temetése a Farkasréti temetőben zajlott. (34/3-1-1/2)